# Camille de Polignac (1745-1821)
Pour les autres membres de la famille, voir Famille de Polignac.
Pour les articles homonymes, voir Polignac et Camille de Polignac.
Cet article concerne l’évêque de Meaux. Pour le général confédéré, voir Camille de Polignac.
Camille-Louis-Apollinaire de Polignac, né le 31 août 1745 à Paris et mort le 27 octobre 1821 dans la même ville, est un ecclésiastique français, vicaire général d'Auxerre, puis évêque de Meaux de 1779 à 1790.

## Biographie
Camille-Louis-Apollinaire est le fils de François-Camille de Polignac, seigneur et marquis de Montpipeau, né le 17 novembre 1718, mort en 1790, et de Marie-Louise de la Garde (1721-1779). Il est également le petit-neveu du cardinal Melchior de Polignac et le cousin du prince Jules de Polignac. 
Destiné à l'Église, il est nommé abbé de Beaulieu-sur-Dordogne en 1769. Il devient vicaire général du diocèse d'Auxerre. Il est nommé évêque de Meaux par le Roi en 1779, diocèse pour lequel il perçoit 22 000 livres de rente annuelle. 
Confirmé le 12 juillet, il est sacré en août par Christophe de Beaumont du Repaire, l'archevêque de Paris. Il est également premier aumônier de la reine de 1780 à 1789 et il est pourvu en commende de l'abbaye Saint-Èvre au diocèse de Toul. 
En 1790, il s'oppose à la constitution civile du clergé et publie, en janvier 1791 une instruction pastorale rappelant les règles fixées par l'Eglise. En butte à l'opposition des autorités civiles pour l'élection d'un évêque constitutionnel, il doit ensuite s'exiler.
Lors de la Révolution française, il émigre en Suisse, puis en Hongrie et après la signature du concordat de 1801, il envoie sa démission au pape le 10 novembre 1801. 
Il ne rentre en France qu'en 1814 et meurt à Paris en octobre 1821. Ses obsèques sont célébrées au séminaire Saint-Sulpice.